# Jumpei Takaki
Jumpei Takaki (japanisch 高木 純平 Takaki Jumpei; * 1. September 1982 in der Präfektur Kumamoto) ist ein ehemaliger japanischer Fußballspieler.

## Karriere
Takaki erlernte das Fußballspielen in der Jugendmannschaft von Shimizu S-Pulse. Seinen ersten Vertrag unterschrieb er 2001 bei den Shimizu S-Pulse. Der Verein spielte in der höchsten Liga des Landes, der J1 League. 2001 gewann er mit dem Verein den Kaiserpokal. Für den Verein absolvierte er 109 Erstligaspiele. 2010 wechselte er zum Zweitligisten Consadole Sapporo. Am Ende der Saison 2011 stieg der Verein in die J1 League auf. Für den Verein absolvierte er 72 Ligaspiele. 2013 kehrte er zu Shimizu S-Pulse zurück. Für den Verein absolvierte er neun Erstligaspiele. 2015 wechselte er zum Ligakonkurrenten Montedio Yamagata. Für den Verein absolvierte er 12 Erstligaspiele. 2016 wechselte er zum Zweitligisten Tokyo Verdy. Für den Verein absolvierte er 24 Ligaspiele. Ende 2017 beendete er seine Karriere als Fußballspieler.

## Erfolge
Shimizu S-Pulse
- J.League Cup

Finalist: 2008
- Kaiserpokal

Sieger: 2001
Finalist: 2005, 2010